# 占士·鄧肯·羅弗
占士·鄧肯·羅弗（英語：James Rolfe，1980年7月10日—）是一名美国演员、喜剧演员、导演、制片人、评论家和编剧，知名于他的网络节目喷神James。他的其他节目包括Board James，与合作者麦克·马特回顾经典桌游。Monster Madness，在十月份回顾31个恐怖电影等。James & Mike Mondays，每周一与Mike一起玩经典电子游戏。
罗弗从20世纪80年代末到20世纪90年代初开始摄制任天堂电子游戏评论。在职业生涯中已制作超过270部影片，并接受影视制作培训来提高他的技能水平。2004年随着喷神James他的职业生涯完全起飞。两年后马特劝罗弗把视频上传到互联网上，当他的某个视频爆红之后得到了主流的关注。